# Каштанов Олексій Дмитрович
Олексій Дмитрович Каштанов (рос. Алексей Дмитриевич Каштанов; нар. 13 березня 1996, Дятьково, Брянська область, Росія) — російський футболіст, нападник московської «Батьківщини», який виступає в оренді в «Уралі».

## Життєпис
Вихованець подольського «Витязя». Розпочинав займатися футболом у школі брянського «Динамо».
У 2015 році перебрався до «Калуги», де спочатку виступав за молодіжну команду клубу в аматорському чемпіонаті України. На професіональному рівні дебютував за «Калугу» 20 липня 2015 року в переможному (2:1) домашньому поєдинку 1-го туру зони «Центр» Другого дивізіону Росії проти тульського «Арсеналу-2». Олексій вийшов на поле на 76-й хвилині, замінивши Євгена Лямцева, а на 78-й хвилині отримав жовту картку. У 2016-2020 роках виступав за такі клуби як «Меблевик» (Дятьково), «Квант», фейковий бахчисарайський «Кизилташ» та «Росич».
Взимку 2021 року перейшов до «Батьківщини»..
7 вересня 2021 року орендований ульяновською «Волгою» з якою він став переможцем Другого дивізіону (група 4).
Влітку 2022 року перейшов в оренду до клубу РПЛ «Урал». У футболці єкатеринбурзького клубу дебютував 16 липня 2022 року в програному (0:2) виїзного поєдинку 1-го туру РПЛ проти московського ЦСКА. Каштанов вийшов на поле на 72-й хвилині, замінивши Фаніля Сунгатуліна. Першим голом за «Урал» відзначився 29 липня 2022 року на 90-й хвилині програного (1:3) домашнього поєдинку 3-го туру РПЛ проти «Краснодару». Олексій вийшов на поле в стартовому складі та відіграв увесь матч.

## Статистика виступів

### Клубна
Станом на 6 серпня 2022 року
| Сезон             | Команда                | Чемпіонат         | Чемпіонат | Чемпіонат | Нац. кубок | Нац. кубок | Нац. кубок | Конт. кубок | Конт. кубок | Конт. кубок | Інші кубки | Інші кубки | Інші кубки | Загалом | Загалом |
| Сезон             | Команда                | Змаг.             | Матчі     | Голи      | Змаг.      | Матчі      | Голи       | Змаг.       | Матчі       | Голи        | Змаг.      | Матчі      | Голи       | Матчі   | Голи    |
| ----------------- | ---------------------- | ----------------- | --------- | --------- | ---------- | ---------- | ---------- | ----------- | ----------- | ----------- | ---------- | ---------- | ---------- | ------- | ------- |
| 2015-2016         | «Калуга»               | 2Д                | 13        | 1         | КР         | 0          | 0          |             | -           | -           |            | -          | -          | 13      | 1       |
| 2018-лют. 2019    | «Квант» (Обнінськ)     | 2Д                | 8         | 1         | КР         | 0          | 0          |             | -           | -           |            | -          | -          | 8       | 1       |
| січ.-чер. 2021    | «Батьківщина» (Москва) | 2Д                | 13        | 5         | КР         | -          | -          |             | -           | -           |            | -          | -          | 13      | 5       |
| лип.-вер. 2021    | «Батьківщина» (Москва) | 2Д                | 7         | 2         | КР         | 1          | 0          |             | -           | -           |            | -          | -          | 8       | 2       |
| 2021-2022         | «Волга» (Ульяновськ)   | 2Д                | 20        | 13        | КР         | -          | -          |             | -           | -           |            | -          | -          | 20      | 13      |
| 2022-2023         | «Урал»                 | ПЛ                | 4         | 0         | КР         | 0          | 0          |             | -           | -           |            | -          | -          | 4       | 0       |
| Усього за кар'єру | Усього за кар'єру      | Усього за кар'єру | 65        | 23        |            | 1          | 0          |             | -           | -           |            | -          | -          | 66      | 23      |

## Досягнення
«Волга» (Ульяновськ)
- Другий дивізіон (група 4)
  -  Чемпіон (1): 2021/22